# Гонсалвес, Вагнер
Вагнер Гонсалвес Ногейра де Соуза или просто Вагнер Гонсалвес (порт. Vagner Gonçalves Nogueira de Souza; 27 апреля 1996, Порту-Алегри) — бразильский и французский футболист, полузащитник грузинского клуба «Динамо (Тбилиси)». Выступает за «Пюник» на правах аренды.

## Биография
Воспитанник французского клуба «Бастия». В 2014—2016 годах выступал за второй состав клуба в низших лигах. Один раз в январе 2015 года попал в заявку на матч основного состава «Бастии» в Лиге 1, но остался запасным.
Летом 2016 года перешёл в грузинский клуб «Сабуртало» (Тбилиси). Дебютный матч сыграл в рамках Кубка Грузии 23 августа 2016 года против «Чхеримелы» (1:2), а в высшем дивизионе дебютировал спустя 4 дня — 27 августа в матче против «Колхети» Поти (0:1). Летом 2017 года был отдан в аренду в клуб второго дивизиона Бельгии «Серкль Брюгге», но там сыграл только один матч, выйдя на замену на последние 7 минут 14 октября 2017 года в игре против «Руселаре». В 2018 году вернулся в «Сабуртало» и помог клубу выиграть чемпионский титул, стал одним из лидеров клуба, забив за сезон 11 голов в 32 матчах. В 2019 году сыграл 3 матча в Лиге чемпионов, а после вылета из еврокубков в августе 2019 года прекратил выступления за клуб. Вместе с «Сабуртало» стал обладателем Кубка Грузии 2019 года, однако в этой кубковой кампании ни разу не вышел на поле. В 2020 году играл за другую грузинскую команду, «Динамо» (Батуми), с которой стал вице-чемпионом Грузии и провёл один матч в Лиге Европы.
В начале 2021 года перешёл в украинский клуб «Днепр-1». Дебютировал в премьер-лиге Украины 14 февраля 2021 года в матче против «Ингульца», заменив на 77-й минуте Александра Назаренко. Всего в составе «Днепра» вышел на поле в трёх матчах чемпионата и одной игре Кубка Украины, во всех выходил на замены. Летом 2021 года был отдан в полугодичную аренду в «Кривбасс» (Кривой Рог), игравший в первой лиге.
В январе 2022 года вернулся в Грузию, присоединившись к клубу «Дила» (Гори), где за полсезона забил 8 голов в высшей лиге и на момент своего ухода был в числе лучших бомбардиров лиги. 27 мая 2022 года в матче с тбилисским «Локомотивом» сделал хет-трик. В июле 2022 года перешёл в клуб «Шкендия» из Северной Македонии, сыграл за него 4 матча в Лиге конференций.

## Достижения
- Чемпион Грузии: 2018
- Серебряный призёр чемпионата Грузии: 2020
- Обладатель Кубка Грузии: 2019